# 程爽
程爽（1987年2月11日—），出生於中國吉林省，是自由式滑雪空中技巧運動員。

## 生平
她在9歲開始學習自由式滑雪。2003年，她在全國冬季運動會取得金牌。同年，又先後在全國錦標賽、冠軍賽和青年錦標賽贏得冠軍。2005年，她在世界季分站賽取得季軍。2008年的第十一屆全國冬季運動會，她拿下三面金牌。
2010年，程爽取得參與冬季奧運會的資格。最終，她以第7名完成賽事。翌年，她在世界錦標賽中封后。

## 資料來源
1. ↑  .   [2014-02-11]. （原始内容存档于2014-02-11）.